# ريس وليامز (منافس ألعاب قوى)
ريس وليامز (بالإنجليزية: Rhys Williams) (و. 1984  م) هو منافس ألعاب قوى بريطاني، ولد في كارديف، شارك في الألعاب الأولمبية الصيفية 2012، ودورة ألعاب الكومنولث 2010، ودورة ألعاب الكومنولث 2006، بدأ مشواره المهني سنة 2001.

## التعليم
تعلم في Ysgol Llanhari ‏.

## روابط خارجية
- ريس وليامز على موقع الاتحاد الدولي لألعاب القوى (الإنجليزية)
- ريس وليامز على موقع أوليمبيديا (الإنجليزية)
- ريس وليامز على موقع اللجنة الأولمبية البريطانية (الإنجليزية)